# Zygmunt Sędzimir
Zygmunt Sędzimir (ur. 28 lipca 1881 w Kole, zm. 2 marca 1933 w Częstochowie) – polski duchowny rzymskokatolicki i działacz społeczny, poseł na Sejm Ustawodawczy.

## Życiorys
Był synem kolskiego urzędnika miejskiego Piotra Sędzimira oraz Marii z domu Zgrzelak lub Grzelak. W 1899 roku ukończył Męskie Gimnazjum Klasyczne w Kaliszu i wstąpił do Wyższego Seminarium Duchownego we Włocławku. Święcenia kapłańskie przyjął 31 grudnia 1903 roku. Następnie, do 1906 roku, pełnił funkcję kapelana i sekretarza biskupa Stanisława Zdzitowieckiego.
W 1906 roku został mianowany prefektem Gimnazjum Sióstr Nazaretanek w Częstochowie, był również kapelanem ich domu zakonnego. Zaangażował się w działalność niepodległościową, założył m.in. „lotną bibliotekę” gromadzącą książki w języku polskim, był także współzałożycielem Towarzystwa Rzemieślniczo-Przemysłowego zrzeszającego lokalnych rzemieślników oraz właścicieli przedsiębiorstw. Z powodu interwencji władz carskich został w 1908 roku przeniesiony na probostwo do niewielkiej parafii św. Michała Archanioła w Kamienicy Polskiej. Jako proboszcz tej parafii zaangażował się w działalność społeczną, był m.in. spółki włókienniczej „Tkacz” oraz prezesem Ochotniczej Straży Pożarnej, Towarzystwa Pożyczkowo-Oszczędnościowego, Towarzystwa Pszczelarskiego oraz Powiatowej Rady Opiekuńczej w Częstochowie. Angażował się w działalność Polskiej Macierzy Szkolnej. 
Po odzyskaniu przez Polskę niepodległości zaangażował się w działalność polityczną, początkowo był członkiem sejmiku powiatu częstochowskiego. W czasie powstań śląskich utworzył w swojej parafii podkomitet obrony Śląska. 29 stycznia 1919 roku został wybrany na posła do Sejmu Ustawodawczego z listy Polskiego Zjednoczenia Ludowego, a następnie jako poseł przeszedł do Narodowego Zjednoczenia Ludowego. W Sejmie był sekretarzem Komisji Przemysłowo-Handlowej i członkiem Komisji Wojskowej. W styczniu 1921 roku wygłosił na Jasnej Górze przemówienie na temat stosunków gospodarczych i społeczno-politycznych w Polsce. W lipcu 1921 roku reprezentował Sejm w Stanach Zjednoczonych, gdzie rozmawiał na temat polityki emigracyjnej. Mandat poselski pełnił do końca kadencji Sejmu w grudniu 1922 roku.
W 1925 roku został inkardynowany do nowo utworzonej diecezji częstochowskiej. 14 stycznia 1930 roku został zwolniony z urzędu proboszcza w Kamienicy Polskiej, następnie do śmierci pełnił funkcję sekretarza generalnego Akcji Katolickiej w Częstochowie i dyrektora diecezjalnego Caritasu. Był także organizatorem kilku Kół Inteligencji Katolickiej m.in. w Sosnowcu i Będzinie. Zaangażował się w organizację Wyższego Seminarium Duchownego w Częstochowie. Był honorowym radcą częstochowskiej Kurii Biskupiej, został także odznaczony Krzyżem Pro Ecclesia et Pontifice.
Zmarł po ciężkiej chorobie, 2 marca 1933 roku. 6 marca na cmentarzu Kule w Częstochowie odbył się jego pogrzeb.